# Youngblood
För andra betydelser, se Youngblood (olika betydelser).
Youngblood är en amerikansk film från 1986, regisserad av Peter Markle.

## Handling
Dean Youngblood (Rob Lowe), en ung amerikansk bondpojke från Stanton i delstaten New York, drömmer om att bli hockeyproffs i NHL. För att kunna visa upp sig för proffsklubbarna, accepterar han ett provspelserbjudande från den kanadensiska juniorklubben The Hamilton Mustangs och blir erbjuden kontrakt hos klubben.
Hans styrka är snabbhet och målfarlighet, men vissa av de tuffa motståndarna uppskattar inte hans spel, utan försöker få honom ur balans med hårt spel och slagsmål, i synnerhet antagonisten Carl Racki (George J. Finn) i motståndarlaget The Thunder Bay Bombers.
Även utanför isen får han problem. Han upptäcker att tjejen, som han nyss träffat, är dotter till hans tränare.

## Om filmen
- Filmen hade premiär den 17 oktober 1986 i Sverige.
- Charlie Wasley som spelar Youngblood som ung är vänsterskytt medan Rob Lowe är högerskytt.

## Skådespelare (urval)
- Rob Lowe – Dean Youngblood
- Ed Lauter – Murray "Coach" Chadwick, tränare för The Hamilton Mustangs.
- Cynthia Gibb – Jessie Chadwick
- Jim Youngs – Kelly Youngblood
- Patrick Swayze – Derek Sutton
- Fionnula Flanagan – Miss McGill
- Ken James – Frazier
- George J. Finn – Carl Racki
- Peter Faussett – Huey
- Eric Nesterenko – Blane Youngblood
- Keanu Reeves – Heaver
- Charlie Wasley – Dean (ung).
- Ricky Davis – Kelly (ung).

### Cameos
- Peter Zezel – Rossini, Mustang Player #1.
- Steve Thomas – Jordie, Mustang Player #4.

## Filmpriser

### Vunna priser
- Canadian Society of Cinematographers Awards
  - Bästa film på biografi
- Mark Irwin